# 清閑寺 (岐阜市)
清閑寺（せいかんじ）は岐阜県岐阜市世保にある阿弥陀如来を本尊とする西山浄土宗の寺院で、山号は長立山。美濃新四国77番札所。
元は建久2年（1191年）に源空が建立した念仏三昧堂が起源という。延文5年（1357年）に足利義詮が足利尊氏崇敬の仏像を安置して清浄閑院と改めたがその後失火などのため荒廃して無住となり廃絶したと伝わる。寛永5年（1628年）に長空立讃がその古刹の址に一宇を建立して清閑寺とした。宝暦12年（1762年）、天空格全の代に長良川の洪水により流失したため、翌年現在地に移転して再建された。関市戸田の阿弥陀寺は末寺であった。